# Маккаффри, Гилмете
Гилмете Маккаффри (родился 3 августа 1990 года) — спринтер, представляющий Федеративные Штаты Микронезии. Он участвовал в забеге на 100 метров на чемпионате мира по легкой атлетике 2013 года.